# Spring (muziekgroep)

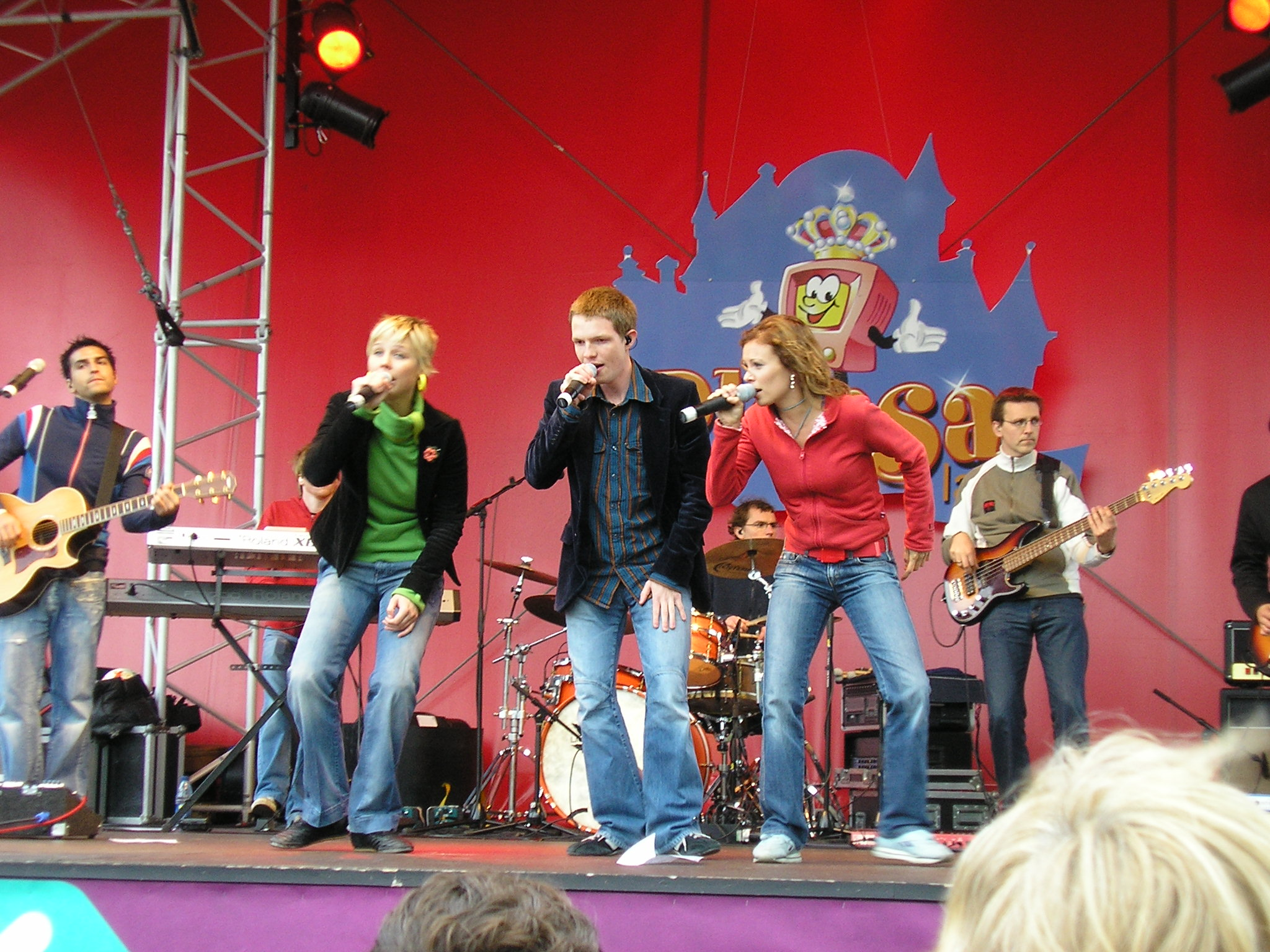
De jongens en meisjes van Spring tijdens een optreden in Plopsaland De Panne

Spring was een Vlaamse muziekgroep die actief was tussen 2002 en 2008. De groep (uitsluitend bestaande uit jongeren) werd afgeleid van de televisiesoap Spring, waar ook een bandje met de naam Spring in voorkwam. De echte band had echter andere groepsleden dan in de serie. Er werd ook een stripreeks over gemaakt. Spring was een product van Studio 100.

## Geschiedenis
In 2002 startte de televisieserie Spring. Het ging om een dansschool waar tienermeisjes dansten en rondhingen in de bar. Ook werd muziek gemaakt door de band Spring, die later ook in het echt werd opgericht. De band bestond oorspronkelijk uit Anneleen Liégeois, Cara Van der Auwera, Damian Corlazzoli en Jelle Cleymans. De teksten van de nummers werden geschreven door Hans Bourlon en Gert Verhulst. De muziek werd gecomponeerd door Johan Vanden Eede.
De eerste single Spring werd in Vlaanderen een groot succes. Het nummer stond acht weken op nummer 1 in de Ultratop 50 en werd een van de grootste hits van 2003. Ook de singles Jong en Te min voor Anja waren zeer populair. De groep werd onderscheiden met een Radio 2 Zomerhit-trofee voor 'beste doorbraak'. Het debuutalbum Spring, dat in november 2003 verscheen, stond tien weken bovenaan in de Vlaamse albumlijst en werd bekroond met drievoudig platina.
In 2004 deed Spring mee aan Eurosong, in een poging om voor België naar het Eurovisiesongfestival te gaan. Hun nummer Jan zonder vrees haalde de finale niet, maar leverde hen in Vlaanderen wel weer een grote hit op. In de zomer van 2004 werd het succes geprolongeerd met de single Met de trein naar Oostende, dat 19 weken in de Ultratop stond en goed was voor een gouden plaat. In dezelfde periode trad Spring op als openingsact tijdens het festival Marktrock. De groep was ook te zien op de Lokerse Feesten.
Eind 2004 verscheen het tweede album, Vrije val, dat wederom goede verkoopcijfers opleverde. De titelsong Vrije val en het nummer Tien beaufort werden met redelijk succes op single uitgebracht. In 2005 en 2006 maakte Spring een tournee, getiteld de "Spring op de Sofa"-tour. Het derde album, Open je hart, volgde begin 2006 en bracht de groep opnieuw naar de eerste plaats van de Vlaamse albumlijst. Hits van dit album waren Dansen en Juf van fysica.
Eind 2006 bracht Spring een verzamelalbum uit. Tegelijkertijd stapten Anneleen en Cara uit de band. Jelle en Damian (die tevens de tweede gitaar speelde) gingen verder, samen met hun vier vaste muzikanten Dave Wijns (eerste gitaar), Kristof Aerts (basgitaar), Jan-Kris Vinken (drums, percussie en slagwerk) en Florejan Verschueren (toetsen, accordeon en (hammond)orgel). Later stapte ook Damian uit de groep, hoewel hij nog wel de tweede gitaar bleef spelen. In 2007 ging Spring opnieuw op tournee onder de naam "Spring op de zolder". Na de zomer van 2008 besloot Jelle ook te stoppen, wat het einde van de band betekende. De gelijknamige televisieserie had kort daarvoor al zijn laatste seizoen beleefd.
In november 2017 kwam Spring weer even bijeen voor een eenmalige reünie. Anneleen Liégeois was hier als enige niet bij. De groep trad tijdens Throwback Thursday in het Sportpladijs viermaal op in een uitverkocht Sportpaleis naar aanleiding van het twintigjarig bestaan van Ketnet.
In december 2022 deed Spring opnieuw een reünie in het Sportpaleis. Ditmaal naar aanleiding van de Studio 100 Rewind Party. Daar speelde Spring driemaal een set van een uur als headliner in een uitverkocht Sportpaleis.
In 2024 was Jelle verrassingsgast in de Studio 100 Singalong en bracht er Spring. Tevens werd aangekondigd dat hij volgend jaar terug zou keren voor Studio 100 Singalong: Cleymans zingt Spring.
| Leden               | 2002 | 2003 | 2004 | 2005 | 2006 | 2007 | 2008 | 2017 | 2022 |
| ------------------- | ---- | ---- | ---- | ---- | ---- | ---- | ---- | ---- | ---- |
| Jelle Cleymans      |      |      |      |      |      |      |      |      |      |
| Anneleen Liégeois   |      |      |      |      |      |      |      |      |      |
| Cara Van der Auwera |      |      |      |      |      |      |      |      |      |
| Damian Corlazzoli   |      |      |      |      |      |      |      |      |      |

## Discografie

### Albums
| Album met hitnotering(en) in de Vlaamse Ultratop 200 albums | Datum van verschijnen | Datum van binnenkomst | Hoogste positie | Aantal weken | Opmerkingen   |
| ----------------------------------------------------------- | --------------------- | --------------------- | --------------- | ------------ | ------------- |
| Spring                                                      | 2003                  | 06-12-2003            | 1 (10wk)        | 45           | 3x Platina    |
| Vrije val                                                   | 2004                  | 27-11-2004            | 2               | 34           | Platina       |
| Open je hart                                                | 2006                  | 18-02-2006            | 1 (3wk)         | 30           | Goud          |
| De allergrootste hits                                       | 2006                  | 25-11-2006            | 32              | 12           | Verzamelalbum |

### Singles
| Single met hitnotering(en) in de Vlaamse Ultratop 50 | Datum van verschijnen | Datum van binnenkomst | Hoogste positie | Aantal weken | Opmerkingen                        |
| ---------------------------------------------------- | --------------------- | --------------------- | --------------- | ------------ | ---------------------------------- |
| Spring                                               | 2003                  | 01-03-2003            | 1 (8wk)         | 26           | Platina Nr. 1 in de Vlaamse Top 10 |
| Jong                                                 | 2003                  | 28-06-2003            | 5               | 16           | Goud Nr. 2 in de Vlaamse Top 10    |
| Te min voor Anja                                     | 2003                  | 01-11-2003            | 8               | 17           | Nr. 1 in de Vlaamse Top 10         |
| Jan zonder vrees                                     | 2004                  | 21-02-2004            | 5               | 14           | Nr. 1 in de Vlaamse Top 10         |
| Met de trein naar Oostende                           | 2004                  | 19-06-2004            | 3               | 19           | Goud Nr. 1 in de Vlaamse Top 10    |
| Vrije val                                            | 2004                  | 09-10-2004            | 13              | 16           | Nr. 1 in de Vlaamse Top 10         |
| Tien beaufort                                        | 2005                  | 29-01-2005            | 32              | 5            | Nr. 4 in de Vlaamse Top 10         |
| Dansen                                               | 2005                  | 18-06-2005            | 17              | 15           | Nr. 4 in de Vlaamse Top 10         |
| Juf van fysica                                       | 2006                  | 28-01-2006            | 14              | 9            | Nr. 2 in de Vlaamse Top 10         |
| Nog een paar hete zomers                             | 2006                  | 01-07-2006            | 36              | 8            | Nr. 6 in de Vlaamse Top 10         |
| Sonja                                                | 2007                  | 21-07-2007            | 47              | 2            |                                    |

### Dvd's
| Dvd's met hitnoteringen in de Vlaamse Ultratop muziek-dvd top 10/20 | Datum van verschijnen | Datum van binnenkomst | Hoogste positie | Aantal weken | Opmerkingen |
| ------------------------------------------------------------------- | --------------------- | --------------------- | --------------- | ------------ | ----------- |
| Spring in concert                                                   | 2004                  | 25-09-2004            | 1(1wk)          | 6            |             |
| Marktrock 2004                                                      | 2004                  | 2004                  | ?               | ?            |             |
| Vrije val tour 2005                                                 | 2005                  | 2005                  | ?               | ?            |             |
| Live 2005 Lokerse feesten                                           | 2005                  | 17-12-2005            | 5               | 4            |             |
| Op de sofa                                                          | 2005                  | 2005                  | ?               | ?            |             |
| In concert 2006                                                     | 2006                  | 2006                  | ?               | ?            |             |

## Tracklist albums

### Spring(2003)
1. Spring
2. Te min voor Anja
3. Jong
4. De sterren zijn blijven staan
5. Er komt een tijd
6. Marjolein
7. Dagboek
8. Hé pa
9. We kunnen het leven aan
10. Nooit meer zien
11. Regenboog
12. Het is mooi geweest

### Vrije val(2004)
1. Vrije val
2. Met de trein naar Oostende
3. Het noorden kwijt
4. Jan zonder vrees
5. Lien
6. Zij is van mij
7. Tien beaufort
8. Gek op jou
9. De mooiste liefde ooit
10. Wervelwind
11. In haar ogen
12. Stop de wereld

### Open je hart(2006)
1. Juf van fysica
2. Dansen
3. Open je hart
4. Wat een mooie dag
5. Ukelele
6. Ik ben een nul
7. Jij bent van mij
8. Deze avond
9. Meisjestranen
10. Appelmoesblues
11. Duizend ogen
12. Zie je de maan
13. Vrije val (Live)
14. Spring (Live)

### De allergrootste hits(2006)
1. Spring
2. Jong
3. Te min voor Anja
4. We kunnen het leven aan
5. Hé pa
6. Nooit meer zien
7. Jan zonder vrees
8. Met de trein naar Oostende
9. Vrije val
10. Tien beaufort
11. Dansen
12. Juf van fysica
13. Open je hart
14. Wat een mooie dag
15. Appelmoesblues
16. Deze avond
17. Ukelele
18. Nog een paar hete zomers
19. Alles is leuker (Jelle & Kabouter Plop)
20. Spring (live-versie)
21. De mooiste liefde ooit (live-versie)

## Tracklist singles

### Spring (2003)
1. Spring
2. Spring (instrumentale versie)

### Jong (2003)
1. Jong
2. Jong (instrumentale versie)

### Te min voor Anja (2003)
1. Te min voor Anja
2. Te min voor Anja (instrumentale versie)

### Vrije val (2004)
1. Vrije val
2. Vrije val (instrumentale versie)

### Met de trein naar Oostende (2004)
1. Met de trein naar Oostende
2. Met de trein naar Oostende (instrumentale versie)

### Jan zonder vrees (2004)
1. Jan zonder vrees
2. Jan zonder vrees (instrumentale versie)

### Tien beaufort (2005)
1. Tien beaufort (robots-mix)
2. Tien beaufort (album-versie)

### Dansen (2005)
1. Dansen
2. Dansen (instrumentale versie)

### Juf van fysica (2006)
1. Juf van fysica
2. Juf van fysica (instrumentaal)

### Nog een paar hete zomers (2006)
1. Nog een paar hete zomers
2. Nog een paar hete zomers (instrumentaal)

### Sonja (2007)
1. Sonja
2. Sonja (instrumentaal)

### Voor een leven (2025)
1. Voor een leven

## Trivia
- Door de jaren heen werden enkele nummers van de muziekgroep gecoverd. In 2021 in het televisieprogramma Liefde voor Muziek bracht Tourist LeMC een cover van Vrije val en bracht Willy Sommers een cover van Met de trein naar Oostende. Eveneens in 2021 bracht Omdat Het Kan Soundsystem een remix uit van de hit Spring en naar aanleiding van het 20-jarig jubileum van de groep, bracht Louis Flion een feestversie uit van het nummer We kunnen het leven aan.